# Faeröers voetbalelftal in 1998
Het Faeröers voetbalelftal speelde in totaal vijf interlands in het jaar 1998, alle duels in de kwalificatiereeks voor het EK voetbal 2000 in België en Nederland. De nationale selectie stond voor het vijfde opeenvolgende jaar onder leiding van de Deense bondscoach Allan Simonsen, de opvolger van de eind 1993 opgestapte Páll Guðlaugsson. Op de in 1993 geïntroduceerde FIFA-wereldranglijst zakte Faeröer in 1998 van de 116de (februari 1998) naar de 125ste plaats (december 1998).

## Balans
| Wedstrijden | Wedstrijden | Wedstrijden | Wedstrijden | Doelpunten | Doelpunten | Doelpunten | Punten |
| Gespeeld    | Winst       | Gelijk      | Verlies     | Voor       | Tegen      | Saldo      | Punten |
| ----------- | ----------- | ----------- | ----------- | ---------- | ---------- | ---------- | ------ |
| 5           | 0           | 1           | 4           | 1          | 9          | –8         | 0.200  |

## Interlands
|                                                          |                                                                                        |       |         |                                                                                       |
| 4 juni EK-kwalificatie № 52 «onderlinge duels» 18:15 uur | Estland                                                                                | 5 – 0 | Faeröer | Kadrioru Stadion, Tallinn Toeschouwers: 3.500 Scheidsrechter: Martin Ingvarsson (SWE) |
| 4 juni EK-kwalificatie № 52 «onderlinge duels» 18:15 uur | Kristen Viikmäe 12' Martin Reim 40' Sergei Terehhov 75' Andres Oper 86' Urmas Kirs 90' |       |         | Kadrioru Stadion, Tallinn Toeschouwers: 3.500 Scheidsrechter: Martin Ingvarsson (SWE) |

|                                                               |                       |       |         |                                                                                     |
| 19 augustus EK-kwalificatie № 53 «onderlinge duels» 20:30 uur | Bosnië en Herzegovina | 1 – 0 | Faeröer | Stadion Koševo, Sarajevo Toeschouwers: 20.000 Scheidsrechter: Tomasz Mikulski (POL) |
| 19 augustus EK-kwalificatie № 53 «onderlinge duels» 20:30 uur | Elvir Baljić 65'      |       |         | Stadion Koševo, Sarajevo Toeschouwers: 20.000 Scheidsrechter: Tomasz Mikulski (POL) |

|                                                               |         |                     |          |                                                                               |
| 6 september EK-kwalificatie № 54 «onderlinge duels» 16:00 uur | Faeröer | 0 – 1               | Tsjechië | Svangaskarð, Toftir Toeschouwers: 2.589 Scheidsrechter: Juha Hirviniemi (FIN) |
| 6 september EK-kwalificatie № 54 «onderlinge duels» 16:00 uur |         | 87' Vladimír Šmicer |          | Svangaskarð, Toftir Toeschouwers: 2.589 Scheidsrechter: Juha Hirviniemi (FIN) |

|                                                              |          |       |         |                                                                                       |
| 10 oktober EK-kwalificatie № 55 «onderlinge duels» 19:00 uur | Litouwen | 0 – 0 | Faeröer | Žalgirio Stadionas, Vilnius Toeschouwers: 1.500 Scheidsrechter: Charles Schaack (LUX) |
| 10 oktober EK-kwalificatie № 55 «onderlinge duels» 19:00 uur |          |       |         | Žalgirio Stadionas, Vilnius Toeschouwers: 1.500 Scheidsrechter: Charles Schaack (LUX) |

|                                                              |                                  |       |                   |                                                                                         |
| 14 oktober EK-kwalificatie № 56 «onderlinge duels» 20:00 uur | Schotland                        | 2 – 1 | Faeröer           | Pittodrie Stadium, Aberdeen Toeschouwers: 18.517 Scheidsrechter: Kostas Kapitanis (CYP) |
| 14 oktober EK-kwalificatie № 56 «onderlinge duels» 20:00 uur | Craig Burley 21' Billy Dodds 44' |       | 85' John Petersen | Pittodrie Stadium, Aberdeen Toeschouwers: 18.517 Scheidsrechter: Kostas Kapitanis (CYP) |

## FIFA-wereldranglijst
| JAN | FEB | MAR | APR | MEI | JUN | JUL | AUG | SEP | OKT | NOV | DEC |
| --- | --- | --- | --- | --- | --- | --- | --- | --- | --- | --- | --- |
|     | 116 | 116 | 116 | 121 |     | 119 | 120 | 121 | 121 | 122 | 125 |

## Statistieken
| Jákup Mikkelsen      | 1970-08-14 | Herfølge BK          | 4 | 1 | 0 | 9  | 0 |
| Jens Martin Knudsen  | 1967-06-11 | Leiftur Olafsfjörður | 1 | 0 | 0 | 43 | 0 |
| Verdediging          |            |                      |   |   |   |    |   |
| Jens Kristian Hansen | 1971-09-03 | B36 Tórshavn         | 5 | 0 | 0 | 26 | 1 |
| Pól Thorsteinsson    | 1973-11-17 | B36 Tórshavn         | 5 | 0 | 0 | 12 | 0 |
| Hans Fróði Hansen    | 1975-08-25 | HB Tórshavn          | 4 | 0 | 0 | 4  | 0 |
| Óli Johannesen       | 1972-05-06 | TB Tvøroyri          | 4 | 0 | 0 | 36 | 1 |
| Jan Dam              | 1968-09-07 | HB Tórshavn          | 1 | 0 | 0 | 36 | 1 |
| Middenveld           |            |                      |   |   |   |    |   |
| Julian Johnsson      | 1975-02-24 | Kongsvinger IL       | 5 | 0 | 0 | 23 | 1 |
| Henning Jarnskor     | 1972-11-15 | GÍ Gøta              | 4 | 1 | 0 | 26 | 1 |
| Sámal Joensen        | 1975-01-15 | GÍ Gøta              | 4 | 0 | 0 | 8  | 0 |
| Allan Mørkøre        | 1971-11-22 | HB Tórshavn          | 3 | 0 | 0 | 38 | 1 |
| Øssur Hansen         | 1971-01-07 | B68 Toftir           | 1 | 0 | 0 | 28 | 1 |
| John Hansen          | 1974-03-16 | KÍ Klaksvík          | 0 | 1 | 0 | 1  | 0 |
| Magni Jarnskor       | 1968-11-16 | GÍ Gøta              | 0 | 1 | 0 | 27 | 0 |
| Aanval               |            |                      |   |   |   |    |   |
| John Petersen        | 1972-04-22 | B36 Tórshavn         | 5 | 0 | 1 | 19 | 2 |
| Uni Arge             | 1971-01-21 | Leiftur Olafsfjörður | 4 | 1 | 0 | 21 | 2 |
| Todi Jónsson         | 1972-02-02 | FC Kopenhagen        | 4 | 0 | 0 | 32 | 9 |
| Jan Allan Müller     | 1969-07-25 | FC Svendborg         | 1 | 0 | 0 | 34 | 4 |
| Jákup á Borg         | 1979-10-26 | B36 Tórshavn         | 0 | 3 | 0 | 3  | 0 |

FSF · A-internationals · Statistieken · Bondscoaches · Faeröers vrouwenelftal · Faeröer U21 · Faeröer U20 · Faeröer U19 · Faeröer U18 · Faeröer U17 · Faeröer U16
1980 – 1989 ·
1990 – 1999 ·
2000 – 2009 ·
2010 – 2019 ·
2020 – 2029
1988 · 
1989 · 
1990 ·
1991 · 
1992 · 
1993 · 
1994 · 
1995 · 
1996 · 
1997 · 
1998 · 
1999 · 
2000 · 
2001 · 
2002 · 
2003 · 
2004 · 
2005 · 
2006 · 
2007 · 
2008 · 
2009 · 
2010 · 
2011 · 
2012 · 
2013 · 
2014 · 
2015 · 
2016 ·
2017 ·
2018 ·
2019 ·
2020 ·
2021 ·
2022 ·
2023 ·
2024
Albanië ·
Andorra ·
Armenië ·
Azerbeidzjan ·
België ·
Bosnië en Herzegovina ·
Canada ·
Cyprus ·
Denemarken ·
Duitsland ·
Estland ·
Finland ·
Frankrijk ·
Georgië ·
Gibraltar ·
Griekenland ·
Hongarije ·
Ierland ·
IJsland ·
Israël ·
Italië ·
Joegoslavië ·
Kazachstan ·
Kosovo ·
Letland · 
Liechtenstein ·
Litouwen ·
Luxemburg ·
Malta ·
Moldavië ·
Nederland ·
Noord-Ierland ·
Noord-Macedonië ·
Noorwegen ·
Oekraïne ·
Oostenrijk ·
Polen ·
Portugal ·
Roemenië ·
Rusland ·
San Marino ·
Schotland ·
Servië ·
Servië en Montenegro · 
Slovenië ·
Slowakije ·
Spanje ·
Thailand ·
Tsjechië ·
Tsjecho-Slowakije ·
Turkije ·
Wales ·
Zweden ·
Zwitserland